# 렉싱턴가

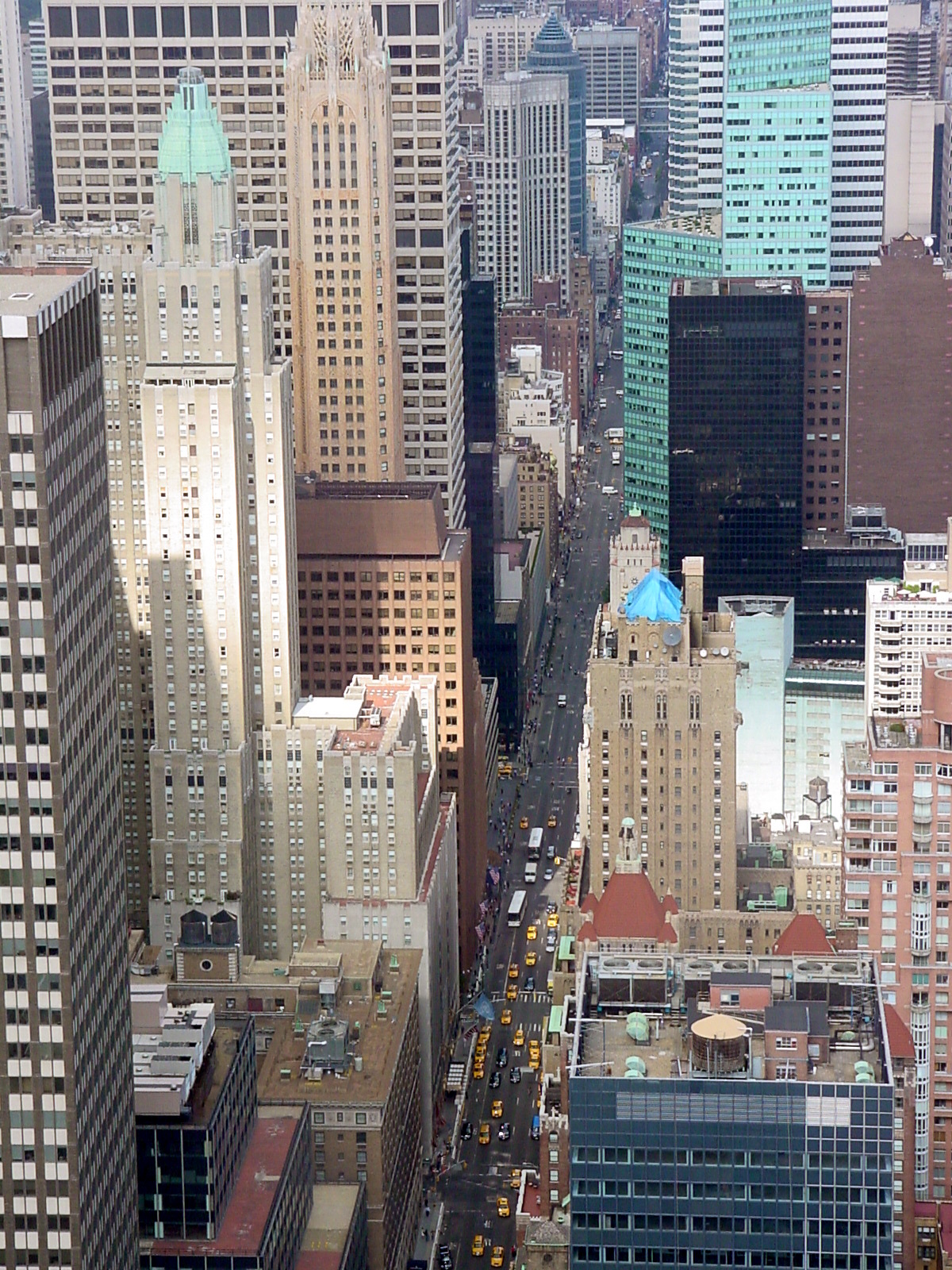

렉싱턴 가(영어: Lexington Avenue)는 미국 뉴욕주 뉴욕 맨해튼을 남북으로 종단하는 대로이다. 도로는 남쪽 방향으로 일방 통행이다.